# Myromeus immaculicollis
Myromeus immaculicollis är en skalbaggsart som beskrevs av Heller 1924. Myromeus immaculicollis ingår i släktet Myromeus och familjen långhorningar.
Artens utbredningsområde är Filippinerna. Inga underarter finns listade i Catalogue of Life.